# 梅哈迪亞鄉

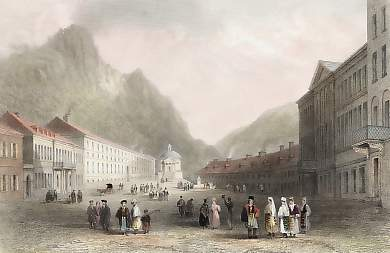

44°54′N 22°22′E / 44.900°N 22.367°E
梅哈迪亞鄉（羅馬尼亞語：Comuna Mehadia, Caraș-Severin），是羅馬尼亞的鄉份，位於該國西南部，由卡拉什-塞維林縣負責管轄，面積179平方公里，海拔高度170米，2007年人口4,220，人口密度每平方公里24人。